# Scoltetto
Lo scoltetto (in tedesco Schultheiß, Schulte o Schulze, in polacco Sołtys) indicava fino al 1832 colui che deteneva il potere politico in un comune (corrispondente all'attuale sindaco).
Nella gerarchia feudale occupava lo scalino inferiore: al primo posto veniva il signore, capo della signoria o Herrschaft, poi veniva il balivo o Amtmann, ed infine lo scoltetto, incaricato di far applicare le decisioni del signore.
Attualmente la figura dello scoltetto è conservata solamente nell'ordinamento amministrativo polacco con la denominazione Sołtys. Il Sołtys è il sindaco di un municipio urbano-rurale o rurale a capo di un Sołectwo.

## Nella Confederazione Elvetica
All'interno dei cantoni facenti parte della Confederazione Elvetica lo scoltetto presiedeva il Grande Consiglio cittadino, il Piccolo Consiglio e anche il tribunale. Inizialmente era il rappresentante del potere signorile o regio all'interno della città (o cantone), ma quando una città (o cantone) guadagnava la propria indipendenza egli rappresentava i cittadini.  
Il primo scoltetto che venne eletto dai cittadini all'interno della confederazione fu a Berna nel 1293. Lo scoltetto rimase come carica anche a Friburgo (Svizzera) e a Lucerna, sempre come primo magistrato cittadino e cantonale. In alcuni casi, come con Ulrich Walker durante la battaglia di Arbedo, lo scoltetto aveva anche il compito di guidare le truppe cantonali in battaglia. 
Questa carica iniziò pian piano ad essere abbandonata a partire dal 1798, tuttavia si ha un caso particolare nel Canton Lucerna dove il titolo di scoltetto è stato attribuito al primo cittadino cantonale fino al 2007. 